# Eulepidotis algae
Eulepidotis algae är en fjärilsart som beskrevs av William Schaus 1921. Eulepidotis algae ingår i släktet Eulepidotis och familjen nattflyn. Inga underarter finns listade i Catalogue of Life.